# 武侯区

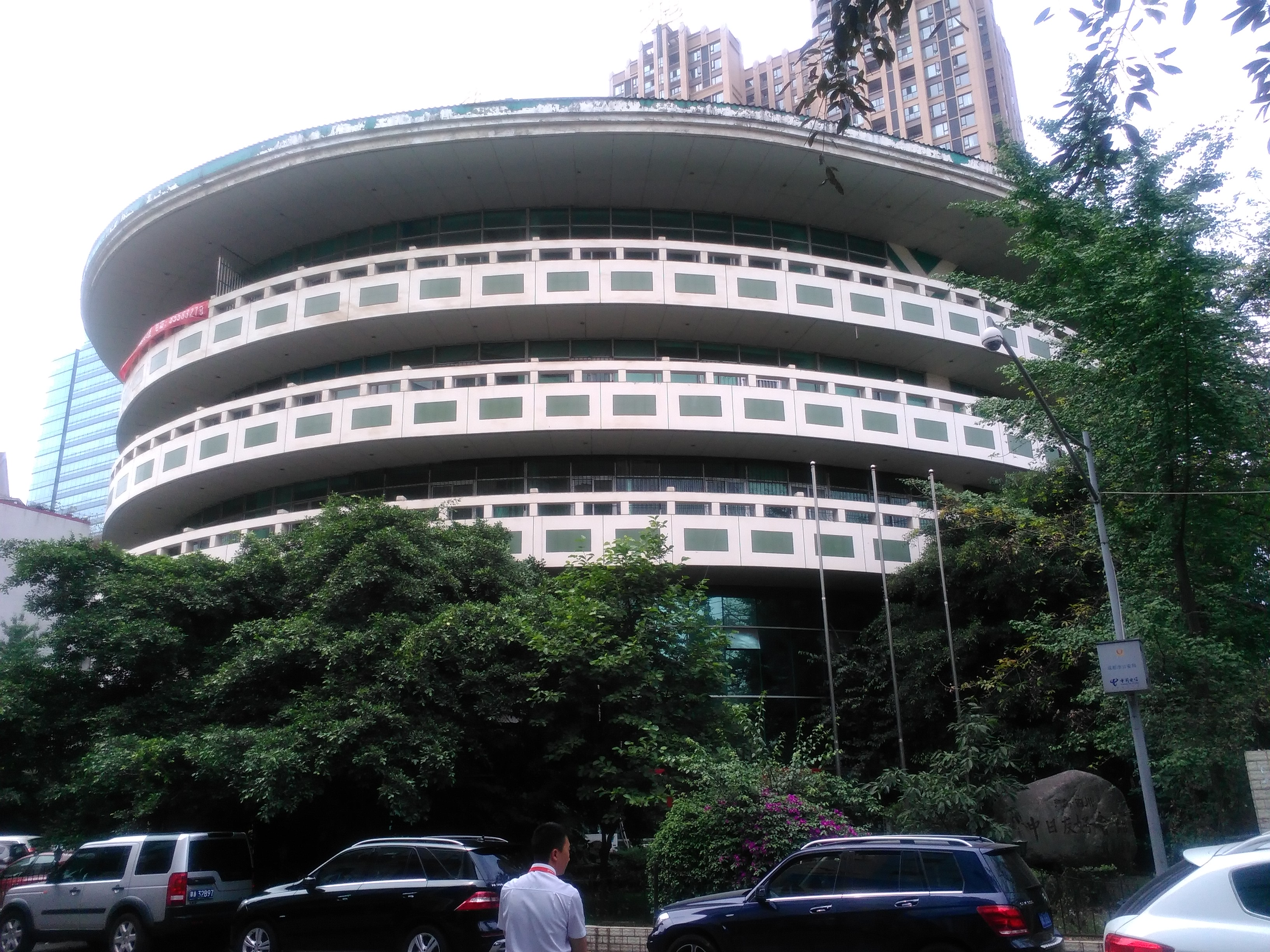
広島・四川中日友好会館

武侯区（ぶこう-く）は中華人民共和国四川省成都市に位置する市轄区。成都市の中心部に位置し、五城区の一つである。
区域内には三国時代に蜀の丞相を務めた諸葛亮らを祀る武侯祠があり、区名もそれに由来している。

## 行政区画
15街道を管轄する。
- 漿洗街街道、望江路街道、玉林街道、火車南站街道、晋陽街道、紅牌楼街道、簇橋街道、機投橋街道、金花橋街道、簇錦街道、華興街道、芳草街道、肖家河街道、石羊場街道、桂渓街道

## 教育

### 大学
- 四川大学（望江校区）
- 四川音楽学院
- 成都体育学院

## 名所・旧跡・観光スポット
- 成都武侯祠（成都武侯祠博物院）（中華人民共和国全国重点文物保護単位）

## 交通
鉄道
- 中国鉄路総公司
  - 中国鉄路成都局集団公司
    - 成昆線
    - 成渝旅客専用線（成都南駅）
    - 成貴旅客専用線（成都南駅）

- 成都軌道交通
  - 成都地下鉄1号線
  - 成都地下鉄3号線
  - 成都地下鉄5号線
  - 成都地下鉄7号線（環状線）
  - 成都地下鉄10号線
  - 成都地下鉄18号線

## 健康・医療・衛生
- 成都市公共衛生臨床医療中心